# L'enfer (пісня)
«L'enfer» (укр. «Пекло») — пісня бельгійського співака і автора пісень Stromae. Вперше вона була випущена 9 січня 2022 року з живим виконанням під час інтерв’ю у вечірніх новинах на головному французькому телеканалі TF1. В пісні йдеться про боротьбу співака з депресією та суїцидальними думками. Це другий сингл з альбому Multitude, який вийшов 4 березня 2022 року.

## Список пісень
| 7 дюймовий вініл | 7 дюймовий вініл         | 7 дюймовий вініл |
| #                | Назва                    | Тривалість       |
| ---------------- | ------------------------ | ---------------- |
| 1.               | «L'enfer»                | 3:09             |
| 2.               | «L'enfer (Instrumental)» | 3:09             |

## Чарти

### Тижневі чарти
| Чарт (2022)                      | Пікова позиція |
| -------------------------------- | -------------- |
| Бельгія (Ultratop Flanders)      | 1              |
| Бельгія (Ultratop Wallonia)      | 1              |
| France (SNEP)                    | 1              |
| Germany (Single Trending Charts) | 11             |
| Billboard Global 200             | 109            |
| Israel (Media Forest)            | 2              |
| Нідерланди (Dutch Top 40)        | 4              |
| Нідерланди (Mega Single Top 100) | 6              |
| Russia Airplay (Tophit)          | 20             |
| Швейцарія (Media Control AG)     | 2              |
| Ukraine Airplay (Tophit)         | 20             |

### Чарти на кінець року
| Чарт (2022)                       | Позиція |
| --------------------------------- | ------- |
| Belgium (Ultratop 50 Flanders)    | 22      |
| Belgium (Ultratop 50 Wallonia)    | 4       |
| Netherlands (Dutch Top 40)        | 40      |
| Netherlands (Single Top 100)      | 55      |
| Russia Airplay (TopHit)           | 162     |
| Switzerland (Schweizer Hitparade) | 59      |

## Сертифікації
| Регіон                                                      | Сертифікація  | Продажі |
| ----------------------------------------------------------- | ------------- | ------- |
| Бельгія (BEA)                                               | 3× Платиновий | 120 000 |
| Франція (SNEP)                                              | Діамантовий   | 333 333 |
| продажі+прослуховування, що базуються лише на сертифікаціях |               |         |

## Історія релізу
| Регіон  | Дата            | Формат                 | Лейбл               | Прим.  |
| ------- | --------------- | ---------------------- | ------------------- | ------ |
| Росія   | 11 січня 2022   | Contemporary hit radio | Universal           | [ 23 ] |
| Італія  | 14 січня 2022   | Contemporary hit radio | Universal           | [ 24 ] |
| Франція | 18 березня 2022 | 7-inch                 | Mosaert Polydor     | [ 3 ]  |
| США     | 25 березня 2022 | 7-inch                 | Darkroom Interscope | [ 25 ] |